# ボディーズ
「ボディーズ」(Bodies)は、ロビー・ウィリアムズの楽曲。

## 概要
- 本曲は8枚目のスタジオ・アルバム『ヴィデオ・スターの悲劇』からの1枚目のシングルとして発売された。イギリスでの初週売り上げは「ROCK DJ」以来の好成績を収めた[2]。ドイツやイタリアをはじめとした国での首位をはじめ、多くの国でトップ10に入った。
- ミュージック・ビデオはモハーヴェ砂漠にて撮影が行われ、のちに妻となる女優のアイーダ・フィールドが出演している[注 1]。

## 収録曲
EU盤 CDシングル
1. Bodies - 4:04
2. Bodies (Body Double Remix) - 6:13